# Club Atlético Banfield
Club Atlético Banfield (eller bare Banfield) er en argentinsk fodboldklub fra Buenos Aires-forstaden Lomas de Zamora. Klubben spiller i landets andenbedste liga, Primera B Nacional, og har hjemmebane på stadionet Estadio Florencio Sola. Klubben blev grundlagt den 21. januar 1896, og vandt i 2009 sit første argentinske mesterskab. Derudover er klubben to gange, i 1951 og 2005, sluttet på ligaens andenplads.
Banfields største rivaler er et andet Buenos Aires-hold, Club Atlético Lanús.

## Titler
- Argentinsk mesterskab (1): 2009 (Apertura)

## Kendte spillere
- Ricardo Lavolpe
- Javier Zanetti
- Julio Cruz
- Pablo Paz
- / Mauro Camoranesi
- Rodrigo Palacio
- Sergio Vázquez
- Sebastián Fernández

## Danske spillere
- Ingen